# Nelly Akopian
Nelly Akopian (auch Nelly Akopian-Tamarina, russisch Нелли Акопян-Тамарина, wissenschaftliche Transliteration Nelli Akopjan-Tamarina; * 5. Januar 1941 in Moskau; † 19. Juni 2025) war eine russische Pianistin.

## Werdegang
Bereits mit neun Jahren führte die in Moskau geborene Nelly Akopian Haydn-Konzerte zusammen mit einem Orchester öffentlich auf. Sie studierte zunächst bei der armenischen Pianistin Anaida Sumbatyan an der Moskauer Musikschule. Am Moskauer Konservatorium wurde sie eine der letzten Schülerinnen von Alexander Goldenweiser. Dieser war aufs innigste mit den Werken von Alexander Skrjabin, Sergei Rachmaninow und Nikolai Karlowitsch Medtner vertraut. Gleichzeitig wurde sie die erste Klavier-Studentin von Dmitri Alexandrowitsch Baschkirow, der selbst ein Goldenweiser-Schüler war. Sie schloss ihr Studium 1964 ab. Über ihre Lehrer erlangte Akopian eine intime Kenntnis der klassischen russischen Pianistenschule von der Russischen Romantik bis hin zu Anton Rubinstein und Franz Liszt.

## Künstlerische Laufbahn
Akopian war zunächst Solistin des Moskauer Philharmonie-Orchesters. Mit diesem Orchester spielte sie Schallplattenaufnahmen von Frédéric Chopins Préludes op. 28 und von Robert Schumanns Klavierkonzert ein. In den 1970er Jahren wurde Akopians Karriere sehr stark durch die öffentliche Zensur in der Sowjetunion behindert. Sie wurde nahezu über 10 Jahre an öffentlichen Auftritten gehindert, da ihre Schwester einen jüdischen Mann geheiratet und die Ausreise nach Israel beantragt hatte. Während dieser Jahre wandte sie sich der Malerei zu. In dieser Zeit stellte sie mehrfach in Moskau ihre Wasserfarben-Werke aus. Infolge dieser Vorkommnisse verließ Akopian schließlich 1978 die Sowjetunion und ließ sich in London nieder.
1983 gab Akopian in der Queen Elizabeth Hall ihr London-Debüt mit Werken von Schumann und Chopin. In den 1980er-Jahren trat sie auch mit dem Wiener Musikverein Quartett auf und spielte das Klavierquintett von Brahms sowie eine Serie „Romantic Fantasia“ im Concertgebouw in Amsterdam. In den 1990er Jahren arbeitete Akopian als künstlerische Beraterin für das Prager Konservatorium. Sie gab dort eine Serie von Meisterkursen im Pálfi-Palast. 1997 eröffnete sie in Gedenken des 100. Todestages von Johannes Brahms sowohl die internationale Klavierkonzertserie des Prager Symphonieorchesters als auch die Kammerkonzertserie der Tschechischen Philharmonie im Prager Rudolfinum. Im Oktober 2002 gab sie nach einer musikalischen Abwesenheit von 25 Jahren in Russland ein großes Galakonzert im Großen Saal des Moskauer Konservatoriums. 2008 gab sie in der Wigmore Hall in London ein hoch bewundertes Brahms-Konzert, am gleichen Ort gefolgt von einem Schubert-, Janáček- und Chopin-Konzert im Jahr 2009 und einem Konzert zum 200. Geburtstag von Robert Schumann im Jahr 2010.

## Ehrungen
1963 gewann Nelly Akopian als Studentin die Gold-Medaille beim Internationalen Robert-Schumann-Wettbewerb für Klavier und Gesang in Zwickau. 1974 wurde sie Preisträger des Robert-Schumann-Preises der Stadt Zwickau. Mit dieser zweiten Auszeichnung folgte sie ihren russischen Pianistenkollegen Swjatoslaw Richter, Tatjana Nikolajewa und Emil Gilels.
Michael Church lobte die 1995 und 1996 entstandenen, aber erst 2017 veröffentlichten Akopian-Aufnahmen der Händel Variationen von Brahms im BBC Music Magazine als Musik aus einer anderen Welt.

## Diskografie
- Legendary Russian Pianists (25-CD-Box, CD Nr. 21, darin folgende Aufnahmen von Nelly Akopian-Tamarina: Johannes Brahms: Intermezzi for Piano, Op. 117. Robert Schumann: Phantasie for Piano in C major, Op. 17, Robert Schumann: Arabeske for Piano in C major, Op. 18, Label Brilliant Classics 9014, 2009)
- Brahms: Handel Variations Op. 24 & 4 Ballades Op. 10 (Pentatone, November 2017)[6]